# Ian Woodward Falconer
Ian Woodward Falconer (anglès: Ian Falconer)  (Ridgefield, 25 d'agost de 1959 - Norwalk, 7 de març de 2023) fou un il·lustrador estatunidenc, autor de llibres infantils i creador de vestuaris i escenografia teatral.

## Vida i obra
Falconer va estudiar història de l'art a la Universitat de Nova York i a la Parsons School of Design, també a Nova York, i va continuar estudiant disseny a l'Otis College of Art and Design de Los Angeles.
Falconer va dissenyar els vestuaris i escenografia de moltes òperes: Tristany i Isolda (Los Angeles Opera, 1987, en col·laboració), Turandot (Lyric's Opera, 1992, en col·laboració), Die Frau ohne Schatten (The Royal Opera, Covent Garden; vestuari), The Santaland Diaries (The Atlantic Theater, 1996). També Scènes de Ballet (New York City Ballet, 1999), Variations Sérieuses (New York City Ballet, 2001) i Firebird (Boston Ballet, 1999), tots coreografiats per Christopher Wheeldon. Un dels últims fou El trencanous (Pacific Northwest Ballet, 2015).
Al nostre país, Falconer era sobretot conegut per la sèrie de llibres de la porqueta Olivia, que va idear en primer moment com a regal per a la seva neboda.

## Olivia
Els àlbums de la porqueta Olivia, al principi amb un disseny molt auster, gairebé només en blanc, negre i vermell, han estat un èxit de vendes i de crítica. La forta personalitat de la porqueta, entremaliada i que sempre aconsegueix el que vol, atrau els infants.
El primer Olivia va rebre el premi Caldecott Honor Book el 2001, i els volums següents han rebut també premis de l'associació de llibreters americans, el Child Magazine's Best Children's Book Award (2006), el Children's Choice Book Award (2008), etc.
Els llibres de la sèrie han estat traduïts a gairebé una vintena d'idiomes, entre ells el català. I també s'han convertit en sèrie de televisió (Nickelodeon).

### Àlbums de la sèrie Olivia
- Olivia, 2000 - guanyador el 2001 del Caldecott Honor Book. En català: Olivia (Barcelona: Serres, 2001)
- Olivia Saves the Circus, 2001 - guanyador el 2002 del Booksense Illustrated Children's Book of the Year. En català: L'Olivia salva el circ (México: Fondo de cultura económica, 2002)
- Olivia's Opposites, 2002 (llibre en cartoné per infants més petits)
- Olivia Counts, 2002 (llibre en cartoné per infants més petits)
- Olivia ... and the Missing Toy, 2003. En català: Olivia i la joguina perduda (Barcelona: Serres, 2004)
- Teatro Olivia, 2004
- Olivia Forms a Band, 2006 - guanyador el 2006 del Child Magazine's Best Children's Book Award
- Dream Big (starring Olivia), 2006
- Olivia Helps with Christmas, 2007 - el 2008 Falconer va guanyar el Illustrator of the Year en els Children's Choice Book Awards amb aquest àlbum. En català: L'Olivia es prepara per al Nadal (València: Andana, 2014)
- Olivia Goes to Venice, 2010
- Olivia and the Fairy Princesses, 2012. En català: L'Olivia i les princeses (València: Andana, 2013)
- Olivia, the spy. En català: L'Olivia, l'espia (València: Andana, 2017; ISBN 9788416394524)
- Olivia's ABC (llibre en cartoné per infants més petits)